# Johann Faulhaber
Johann Faulhaber (alemany: Johannes Faulhaber)  (Ulm, 5 de maig de 1580 (Gregorià) - Ulm, 10 de setembre de 1635) va ser un matemàtic alemany del segle xvii.

## Vida
Com el seu pare, Faulhaber va començar aprendre l'ofici de teixidor, però aviat el va deixar per les matemàtiques amb les que tenia certa habilitat.
L'any 1600 va fundar una escola a Ulm que aviat es va convertir en un centre de referència en l'estudi de les matemàtiques. A partir de 1606 hi va afegir una escola d'enginyeria, dedicada sobretot a l'enginyeria militar. L'escola va tenir tanta fama que, fins i tot, va ser visitada el 1620 per Descartes qui va col·laborar durant uns mesos amb Faulhaber.
La seva experiència en enginyeria militar va fer que treballés en la fortificació de Basilea, Frankfurt i moltes altres ciutats. També va dissenyar nombrosos instruments matemàtics, la majoria d'ells d'ús militar.
Alguns dels seus fills també van ser matemàtics remarcables.

## Obra
El seu escàs coneixement del llatí va fer que hagués de dependre de traduccions de les obres clàssiques de la matemàtica. Tots els seus llibres van ser publicats en alemany, tot i que el títol del seu llibre més conegut Academia Algebra, podria suggerir que és en llatí.
L'aportació més original de Faulhaber és l'avui coneguda com a fórmula de Faulhaber, que calcula la suma de les potències dels n primers nombre naturals en funció de n.
Faulhaber era rosicrucià i es va interessar per la interpretació numerològica de les Escriptures i per les propietats místiques dels nombres, el que li va portar problemes amb les autoritats.